# Tchung-ling
Tchung-ling (čínsky pchin-jinem Tónglíng, znaky 铜陵) je městská prefektura v Čínské lidové republice. Leží v jižní části provincie An-chuej a jedná se o významný přístav na řece Jang-c’-ťiang.
Tchung-ling má rozlohu necelých tři tisíce čtverečních kilometrů a 1,3 miliónu obyvatel.

## Poloha
Tchung-ling hraničí na severu s Čchao-chu, na východě s Wu-chu, na jihozápadě s Čch’-čou a na západě s An-čchingem.

## Administrativní členění
Městská prefektura Tchung-ling se člení na čtyři celky okresní úrovně, a sice tři městské obvody a jeden okres.
| Tchung-kuan Ťiao I-an okres · Cung-jang |        |                       |                    |                                  |
| Název                                   | Název  | Počet obyvatel (2020) | Rozloha km² (2020) | Hustota zalidnění (obyv. na km²) |
| český přepis                            | znaky  | Počet obyvatel (2020) | Rozloha km² (2020) | Hustota zalidnění (obyv. na km²) |
| Městské obvody                          |        |                       |                    |                                  |
| Tchung-kuan                             | 铜官区 | 450 949               | 133                | 3 402                            |
| Ťiao                                    | 郊区   | 164 233               | 553                | 297                              |
| I-an                                    | 义安区 | 227 493               | 804                | 283                              |
| Okres                                   |        |                       |                    |                                  |
| Cung-jang                               | 枞阳县 | 469 051               | 1 492              | 314                              |
|                                         |        |                       |                    |                                  |
| Celkem                                  | Celkem | 1 311 726             | 2 982              | 440                              |

## Partnerská města
- Antofagasta, Chile
- Leiria, Portugalsko
- Marbach am Neckar, Německo
- Skellefteå, Švédsko
- Varese, Itálie